# Zu scharf um wahr zu sein
Zu scharf um wahr zu sein (Originaltitel: She’s Out of My League) ist eine US-amerikanische Komödie aus dem Jahr 2010. In den USA startete der Film am 12. März 2010, in Deutschland erfolgte der Kinostart am 29. April 2010. Hauptdarsteller sind Alice Eve und Jay Baruchel, produziert wurde von Paramount Pictures und Dreamworks, Drehort war Pittsburgh. Bei einem Produktionsbudget von 20 Millionen US-Dollar konnte der Film weltweit über 48 Millionen US-Dollar einspielen.

## Handlung
Kirk ist ein schüchterner junger Mann, der als TSA-Beamter am Flughafen Pittsburgh arbeitet. Nachdem sich seine Freundin Marnie von ihm getrennt hat, will Kirk diese zurück, jedoch ist sie mit einem anderen Mann, Ron, zusammen und weist Kirks Avancen zurück.
Eines Tages vergisst die hübsche und erfolgreiche Eventmanagerin Molly ihr Smartphone an der Sicherheitsschleuse des Flughafens. Kirk bewahrt es auf und bringt es ihr am nächsten Tag bei einer Party im Andy Warhol Museum vorbei. Durch ein Missgeschick wird er aus dem Museum geworfen. Molly entschuldigt sich dafür und lädt Kirk zu einem Eishockeyspiel der Pittsburgh Penguins mit einem Freund ein. Dabei sagt Mollys beste Freundin Patty, dass Molly auf Kirk steht.
Molly lädt Kirk später zu einem Date ein, bei dem die beiden Mollys Ex-Freund Cam treffen. Nach dem Date bringt Kirk Molly nach Hause und die beiden küssen sich zum ersten Mal. Nun treffen sie sich des Öfteren und verlieben sich ineinander. Nach einem Date sind Kirk und Molly in ihrer Wohnung und küssen sich heftig, sodass Kirk ejakuliert. Jedoch klingelt es und Mollys Eltern stehen in der Tür. Kirk hat die Hose voll mit Ejakulat und verlässt vor Scham fluchtartig Mollys Wohnung, sehr zum Missfallen von Molly und ihren Eltern. Daraufhin meldet sich Molly nicht mehr bei Kirk.
Seine Freunde raten Kirk, sich bei Molly auf einer Flugschau zu entschuldigen, und ihr die Wahrheit zu sagen. Diese ist davon so überrascht, dass sie Kirk verzeiht. Kirk trifft danach auf Cam, der Molly zurückhaben will und hierfür auf die Unterstützung von Kirk (den er für schwul hält) hofft.
Während seiner Beziehung reden ihm seine Freunde immer ein, dass er laut „Attraktivitätsskala“ nur eine „Fünf“ sei, Molly hingegen eine perfekte „Zehn“. Dies verunsichert Kirk sehr stark. Auf der Geburtstagsfeier von Mollys Schwester ist auch Cam eingeladen. Dieser erzählt Kirk, dass Molly einen „körperlichen Defekt“  habe. Nach der Feier wollen Molly und Kirk miteinander schlafen. Nachdem sich beide bis auf die Unterwäsche ausgezogen haben, zeigt Molly ihr Problem: Sie hat Schwimmhäute zwischen den Zehen. Kirk hatte auf Grund des Vorgesprächs mit dem Exfreund mit einem viel schlimmeren Problem gerechnet und sagt ihr das auch direkt.
Kirk verlässt sie, da sie zu perfekt für ihn sei, und nimmt Marnie wieder als Freundin. Auf dem Weg zu einem Familienausflug nach Branson (Missouri) begreift Kirks bester Freund Stainer, dass die Beziehung auch an seinen Kirks Selbstwertgefühl unterminierenden Einflüsterungen gescheitert ist, und er versucht, das Flugzeug aufzuhalten. Später ruft er Patty an; diese bringt Molly zum Flughafen, woraufhin sich Kirk und Molly versöhnen. In der letzten Szene sieht man, wie Kirk, als Pilot, mit Molly nach Cleveland fliegt.

## Kritiken
„Vorhersehbare romantische Komödie über das Verhältnis von inneren Werten und Äußerlichkeiten wie Aussehen und Status. Einschläge derben Humors helfen der wenig originellen Geschichte mit chargenhaften Figuren nicht, über das Genremittelmaß hinaus zu kommen.“

„Und noch eine Beziehungsklamotte, die eher durch zotige Dummgags, denn durch eine intelligente Story auffällt. Zweifellos ist dies nur etwas für schmalhirnige Jungs, die auf Schenkelklopf-Humor stehen. Witzig ist definitiv anders!“